# Menhir du moulin à vent de Normandeau
Le menhir du moulin à vent de Normandeau est un menhir situé à La Renaudière, dans le département français de Maine-et-Loire.

## Protection
L'édifice est classé au titre des monuments historiques en 1983.

## Description
Le menhir est situé à 60 -m au sud-est du moulin à vent de Normandeau qui lui a donné son nom et à environ 300 m de la Pierre levée de Charbonneau.
Il est constitué d'un bloc de granit dit «de Tiffauges», roche qui affleure dans les champs environnants et constitue parfois des chaos granitiques. Il mesure 5,95 m de long. Fusiforme, il présente au sommet «un fort décrochement qui semble dû à la chute d'un gros fragment qui gît à côté». Il est désormais couché au sol et selon Spal, il serait dans cette position depuis 1847 au moins.